# 큰귀숲쥐
큰귀숲쥐(Neotoma macrotis)는 비단털쥐과에 속하는 설치류의 일종이다. 멕시코와 미국에서 발견된다. 큰귀숲쥐에 대한 연구를 통해 전통적으로 캘리포니아쥐와 관련된 포유류 바이러스(아레나바이러스)인 "베어 캐년"(Bear Canyon) 바이러스가 캘리포니아쥐로 숙주를 옮기기 전까지 큰귀숲쥐를 통과했다는 사실이 발견되었다.